# BBY
BBY och ABY (Before the Battle of Yavin respektive After the Battle of Yavin, sv. "Före Slaget vid Yavin" respektive "Efter Slaget vid Yavin") är tidsperioder som används i filmerna och böckerna om Star Wars-universat och kan jämföras med det västerländska f.Kr. och e.Kr. Slaget vid Yavin, som inträffade år 0, är det slag som visas i slutet på filmen Stjärnornas krig där den första Dödsstjärnan förstörs och Rebellalliansen åtnjuter sin första större framgång i kriget mot Rymdimperiet.
Utifrån detta datum räknas sedan andra datum i serien. Det mörka hotet utspelar sig 32 BBY, dvs 32 år före Stjärnornas Krig. Klonerna Anfaller utspelar sig 22 BBY, tio år senare. Mörkrets Hämnd utspelar sig 19 BBY, tre år efter Klonerna Anfaller och tretton år efter Det Mörka Hotet. Rymdimperiet Slår Tillbaka utspelar sig 3 ABY, dvs tre år efter Stjärnornas Krig. Jedins Återkomst utspelar sig 4 ABY, ett år efter Rymdimperiet Slår Tillbaka och fyra år efter Stjärnornas Krig. The Force Awakens utspelar sig 30 år (34 ABY) efter Jedins Återkomst. 
Tideräkningen i detta fiktiva universum börjar 13 002 000 000 BBY och slutar runt 137 ABY.